# Фостер Тауншип (округ Скайлкілл, Пенсільванія)
Фостер Тауншип (англ. Foster Township) — селище (англ. township) в США, в окрузі Скайлкілл штату Пенсільванія. Населення — 241 особа (2020).

## Демографія
Згідно з переписом 2010 року, у селищі мешкала 251 особа в 108 домогосподарствах у складі 73 родин. Було 119 помешкань
Расовий склад населення:
| - 100,0 % — білих |

До двох чи більше рас належало 0,0 %. Частка іспаномовних становила 0,0 % від усіх жителів.
За віковим діапазоном населення розподілялося таким чином: 15,1 % — особи молодші 18 років, 65,0 % — особи у віці 18—64 років, 19,9 % — особи у віці 65 років та старші. Медіана віку мешканця становила 46,9 року. На 100 осіб жіночої статі у селищі припадало 94,6 чоловіків;  на 100 жінок у віці від 18 років та старших — 99,1 чоловіків також старших 18 років.
Середній дохід на одне домашнє господарство  становив 51 331 долар США (медіана — 31 667), а середній дохід на одну сім'ю — 65 679 доларів (медіана — 53 750). За межею бідності перебувало 12,5 % осіб, у тому числі 6,2 % дітей у віці до 18 років та 28,0 % осіб у віці 65 років та старших.
Цивільне працевлаштоване населення становило 121 особа. Основні галузі зайнятості: освіта, охорона здоров'я та соціальна допомога — 28,1 %, виробництво — 16,5 %, будівництво — 16,5 %.